# Prélature territoriale
Dans l'Église catholique, une prélature territoriale est une Église particulière dont l'Ordinaire est un prélat. Le code de droit canonique de 1983 en traite nommément aux canons 368 (énumération) et 370 § 1 (définition).

## Statut de la prélature territoriale

### Notion
La prélature territoriale appartient aux « Églises particulières dans lesquelles et à partir desquelles existe l’Église catholique une et unique » (can. 368 du C.I.C./1983), et constitue « un territoire propre, séparé de tout diocèse » (can. 319 § 1 du C.I.C./1917).
Ses titulaires étaient naguère « appelés abbés ou prélats 'nullius' (c'est-à-dire n'appartenant à aucun diocèse) » (can. 319 § 1 du C.I.C./1917).

Souvent érigée dans une terre de mission, lorsque n'existent pas encore toutes les conditions pour la création d'un diocèse, la préfecture territoriale est, après la préfecture apostolique et le vicariat apostolique, la troisième étape stable possible vers l'établissement de la structure ordinaire ecclésiastique d'un territoire de chrétienté : le diocèse. Après elle, se range l'abbaye territoriale, généralement plus stable car liée à un monastère, et considérée par le Code pio-bénédictin de 1917 comme dignité supérieure à la prélature :
« Les prélats qui sont à la tête d'un territoire propre, séparé de tout diocèse, sont appelés abbés ou prélats [...], selon que leur église jouit de la dignité soit abbatiale, soit simplement prélatice » (can. 319 § 1 du C.I.C./1917).

### Un prélat comme Ordinaire et Ordinaire de lieu
Même nommé temporairement, le prélat territorial à la tête d'une Église particulière est Ordinaire comme un évêque diocésain :
« Par Ordinaire, on entend en droit, outre le Pontife Romain, les Évêques diocésains et ceux qui, même à titre temporaire seulement, ont la charge d’une Église particulière ou d’une communauté dont le statut est équiparé au sien selon le can. 368 [...] » (can. 134 § 1 du C.I.C./1983).

« Ceux qui sont à la tête des communautés de fidèles dont il s’agit au can. 368 sont équiparés aux Évêques diocésains, sauf s’il apparaît qu’il en va autrement de par la nature des choses ou bien en vertu des dispositions du droit » (can. 381 § 2 du C.I.C./1983).
Même s'ils ne sont que simples prêtres, ils jouissent des pouvoirs épiscopaux suivants :
« [...] tout le pouvoir ordinaire, propre et immédiat requis pour l’exercice de sa charge pastorale, à l’exception des causes que le droit ou un décret du Pontife Suprême réserve à l’autorité suprême ou à une autre autorité ecclésiastique » (can. 381 § 1 du C.I.C./1983).

« Ce que les canons attribuent nommément à l’Évêque diocésain dans le domaine du pouvoir exécutif est considéré comme appartenant uniquement à l’Évêque diocésain et à ceux qui, selon le can. 381, § 2, ont un statut équiparé au sien [...]. » (can. 134 § 3 du C.I.C./1983).
à savoir :
« Ceux qui sont à la tête des communautés de fidèles dont il s’agit au can. 368 [...] » (can. 381 § 2 du C.I.C./1983) :

« la prélature territoriale et l’abbaye territoriale, le vicariat apostolique et la préfecture apostolique, ainsi que l’administration apostolique érigée de façon stable » (can. 368 du C.I.C./1983).
Ordinaire, le prélat territorial équiparé aux évêques diocésains est également Ordinaire de lieu, c'est-à-dire supérieur ecclésiastique d'un territoire, comme le porte son titre.
« Par Ordinaire du lieu, on entend tous ceux qui sont énumérés au § 1 [...] » (can. 134 § 2 du C.I.C./1983) : 

« [...] outre le Pontife Romain, les Évêques diocésains et ceux qui, même à titre temporaire seulement, ont la charge d’une Église particulière ou d’une communauté dont le statut est équiparé [...] » (can. 134 § 1).

## Liste des prélatures territoriales
| Prélature territoriale     | Pays        | Référence |
| -------------------------- | ----------- | --------- |
| Aiquile                    | Bolivie     | [ 3 ]     |
| Ayaviri                    | Pérou       | [ 4 ]     |
| Batanes                    | Philippines | [ 5 ]     |
| Bocas del Toro             | Panama      | [ 6 ]     |
| Borba                      | Brésil      | [ 7 ]     |
| Cafayate                   | Argentine   | [ 8 ]     |
| Caravelí                   | Pérou       | [ 9 ]     |
| Chota                      | Pérou       | [ 10 ]    |
| Chuquibamba                | Pérou       | [ 11 ]    |
| Chuquibambilla             | Pérou       | [ 12 ]    |
| Corocoro                   | Bolivie     | [ 13 ]    |
| Deán Funes                 | Argentine   | [ 14 ]    |
| El Nayar (Jesús María)     | Mexique     | [ 15 ]    |
| El Salto                   | Mexique     | [ 16 ]    |
| Esquel                     | Argentine   | [ 17 ]    |
| Huamachuco                 | Pérou       | [ 18 ]    |
| Huautla                    | Mexique     | [ 19 ]    |
| Humahuaca                  | Argentine   | [ 20 ]    |
| Illapel                    | Chili       | [ 21 ]    |
| Infanta                    | Philippines | [ 22 ]    |
| Isabela                    | Philippines | [ 23 ]    |
| Itacoatiara                | Brésil      | [ 24 ]    |
| Itaituba                   | Brésil      | [ 25 ]    |
| Juli                       | Pérou       | [ 26 ]    |
| Lábrea                     | Brésil      | [ 27 ]    |
| Loreto                     | Italie      | [ 28 ]    |
| Marajó                     | Brésil      | [ 29 ]    |
| Marawi                     | Philippines | [ 30 ]    |
| Mission de France          | France      | [ 31 ]    |
| Mixes                      | Mexique     | [ 32 ]    |
| Moyobamba                  | Pérou       | [ 33 ]    |
| Pompéi                     | Italie      | [ 34 ]    |
| Santo Cristo de Esquipulas | Guatemala   | [ 35 ]    |
| São Félix                  | Brésil      | [ 36 ]    |
| Tefé                       | Brésil      | [ 37 ]    |
| Tromsø                     | Norvège     | [ 38 ]    |
| Trondheim                  | Norvège     | [ 39 ]    |
| Yauyos                     | Pérou       | [ 40 ]    |

## Changements récents
Le 2 avril 2008, la prélature territoriale de Huarí est élevée au rang de diocèse.
Le 25 mars 2009, la prélature territoriale de Libmanan est élevée au rang de diocèse.
Le 6 février 2013, la prélature territoriale de Cametá a été élevée au rang de diocèse.
Le 9 octobre 2013, la prélature territoriale de Coari est élevée au rang de diocèse.
Le 25 juin 2014, la prélature territoriale de Paranatinga, au Pérou, est élevée au rang de diocèse de Primavera do Leste-Paranatinga.
Le 10 juillet 2019, la prélature territoriale de Cristalândia est érigée en diocèse.
Le 6 novembre 2019, la prélature territoriale de Xingu, au Brésil, est élevée au rang de diocèse de Xingu-Altamira.
Le 15 février 2020, la prélature territoriale de Cancún-Chetumal, au Mexique, est élevée au rang de diocèse
Le 29 septembre 2020, la prélature territoriale de Sicuani, au Pérou, est élevée au rang de diocèse.